# Shahrestān-e Fārsān
Shahrestān-e Fārsān (persiska: شهرستان فارِسان, فارِسان) är en shahrestan, delprovins, i Iran.   Den ligger i provinsen Chahar Mahal och Bakhtiari, i den centrala delen av landet, 400 km söder om huvudstaden Teheran.
Delprovinsen hade 95 286 invånare 2016.